# Beira (Moçambique)
A Beira é uma cidade de Moçambique, localizada no centro do país, capital da província de Sofala. Tem o estatuto de cidade desde 20 de Agosto de 1907 e, do ponto de vista administrativo, é um município com governo local eleito; e é também, desde Dezembro de 2013, um distrito, uma unidade local do governo central, dirigido por um administrador. A Beira é hoje a quarta maior cidade de Moçambique, após a Matola, Maputo e Nampula, contando com uma população de 533 825 habitantes de acordo com o Censo de 2017. Atendendo, porém, a que a Matola faz parte da mancha urbana de Maputo (sendo, pois, mais propriamente uma cidade-satélite da capital), a Beira, que já foi a segunda cidade de Moçambique, pode hoje ser considerada a terceira.
A cidade da Beira foi originalmente desenvolvida pela Companhia de Moçambique no século XIX, e depois diretamente pelo governo colonial português entre 1942 e 1975, ano em que Moçambique obteve sua independência de Portugal. Atualmente a cidade encontra-se modernizada, embora ainda mantenha algumas áreas degradadas e problemáticas, como é o caso do Grande Hotel da Beira. Depois de Maputo, a Beira é o segundo maior porto marítimo para o transporte internacional de cargas de para Moçambique. Em Março de 2019, o Ciclone Idai devastou a Beira, destruindo 90% da cidade.

## História

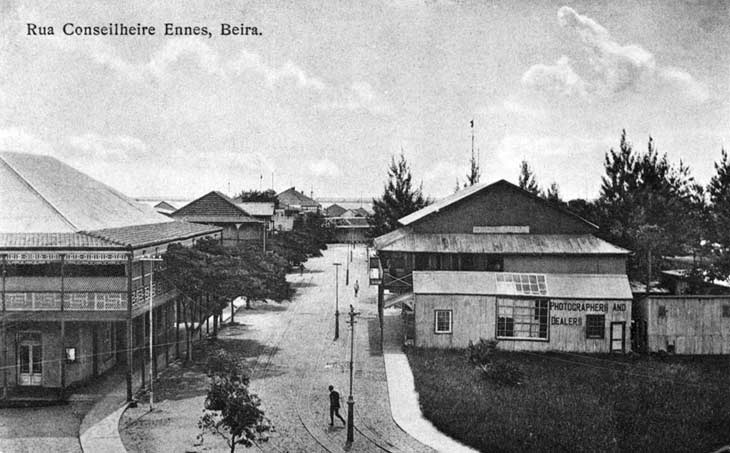
Rua Conselheiro Enes, na Beira, em 1905

A povoação foi fundada pelos portugueses em 1887, numa área conhecida pelo nome de Aruângua, e logo suplantou Sofala como principal porto no território da atual província de Sofala. Originalmente chamada Chiveve, o nome de um rio local, foi rebatizada para homenagear o Príncipe da Beira, Dom Luís Filipe, primogénito de D. Carlos I que, em 1907, foi o primeiro membro da família real portuguesa a visitar Moçambique, trazendo de Lisboa o decreto real que elevava a Beira à categoria de cidade. Tradicionalmente, o príncipe herdeiro de Portugal levava o título de Príncipe da Beira, província histórica de Portugal.
A administração portuguesa construiu um porto e famílias portuguesas se estabeleceram na localidade recém-fundada, e começaram a desenvolver atividades comerciais. A cidade passou a ser administrada pela Companhia de Moçambique, fundada em 1891 e que tinha sua sede na Beira. Foi então construída uma ferrovia que ligava à então Rodésia, aberta em 1899. Em 20 de agosto de 1907, a Beira era elevada à condição de cidade. Um ano depois era inaugurada a iluminação elétrica e, em 1911, um serviço telefónico urbano. Em 1926, ainda não existiam automóveis na Beira. Porém, em 1934, estes já somavam 596, juntamente com duas companhias de transportes coletivos.
Em 1942, com o fim da concessão da Companhia de Moçambique, a administração da cidade reverteu para a administração direta do governo Português. A construção de uma nova estação ferroviária foi concluída em 1966. Antes da independência, a Beira destacava-se pelo bem equipado porto da Beira, uma das principais instalações de seu tipo em toda a África Oriental, e também pelo turismo, pesca e comércio. A cidade prosperou como um porto cosmopolita com diferentes comunidades étnicas (portugueses, indianos, chineses, africanos indígenas) empregadas na administração, no comércio e na indústria. O grande número de habitantes que falam inglês deve-se ao facto de a cidade ter sido um destino de férias preferido para os brancos da Rodésia. Um sinal desta época é o Grande Hotel construído perto da costa do Oceano Índico. Em 1970, a cidade da Beira possuía 113.770 habitantes.

### Após a independência de Portugal
Após a independência de Portugal em 1975, a maioria dos portugueses deixaram a cidade. Moçambique foi devastado por uma guerra civil entre 1976 e 1992, que opunha os marxistas da FRELIMO, que controlavam o governo, e os rebeldes da RENAMO, chegando próximo ao caos total em dois anos e gerando fome, doença e miséria. O Grande Hotel foi ocupado por cerca de 1.000 beirenses desabrigados, e no fim da guerra civil, a cidade estava bastantes degradada.
Em 2000, a Beira e as zonas próximas foram devastadas por inundações que deixaram milhões de desabrigados e causaram graves danos à economia local.

### Devastação por ciclone
Em março de 2019, o Ciclone Idai devastou a Beira, destruindo 90% da cidade.

## Geografia
A Beira, capital da província de Sofala, está localizada a cerca de 1190 km a norte de Maputo, no centro da costa do oceano Índico. É uma cidade portuária no Canal de Moçambique. O município tem uma área de 633 km², e uma altitude média de 14 metros acima do nível do mar e está situado nas coordenadas 19° 50' sul e 34° 51' leste. Confina a norte e a oeste com o distrito de Dondo, a leste com o oceano Índico e a sul com o distrito do Búzi.
A cidade ergue-se numa região pantanosa, junto à foz do Rio Púnguè, e sobre alongamentos de dunas de areia ao longo da costa do Índico. A vegetação natural é caracterizada por terras baixas e litoral com mangais.

### Clima
A Beira caracteriza-se por um clima tropical húmido chuvoso de savana, com temperaturas e humidade elevadas no verão, especialmente durante a estação das monções (hemisfério sul) de Outubro a Fevereiro.
| Dados climatológicos para Beira           | Dados climatológicos para Beira | Dados climatológicos para Beira | Dados climatológicos para Beira | Dados climatológicos para Beira | Dados climatológicos para Beira | Dados climatológicos para Beira | Dados climatológicos para Beira | Dados climatológicos para Beira | Dados climatológicos para Beira | Dados climatológicos para Beira | Dados climatológicos para Beira | Dados climatológicos para Beira | Dados climatológicos para Beira |
| Mês                                       | Jan                             | Fev                             | Mar                             | Abr                             | Mai                             | Jun                             | Jul                             | Ago                             | Set                             | Out                             | Nov                             | Dez                             | Ano                             |
| ----------------------------------------- | ------------------------------- | ------------------------------- | ------------------------------- | ------------------------------- | ------------------------------- | ------------------------------- | ------------------------------- | ------------------------------- | ------------------------------- | ------------------------------- | ------------------------------- | ------------------------------- | ------------------------------- |
| Temperatura máxima recorde (°C)           | 38                              | 39                              | 35                              | 38                              | 36                              | 32                              | 33                              | 34                              | 37                              | 37                              | 40                              | 38                              | 40                              |
| Temperatura máxima média (°C)             | 31                              | 30                              | 29                              | 28                              | 26                              | 24                              | 24                              | 25                              | 27                              | 28                              | 29                              | 29                              | 28                              |
| Temperatura mínima média (°C)             | 26                              | 26                              | 26                              | 24                              | 21                              | 19                              | 18                              | 19                              | 21                              | 23                              | 24                              | 26                              | 23                              |
| Temperatura mínima recorde (°C)           | 21                              | 21                              | 18                              | 18                              | 14                              | 12                              | 11                              | 13                              | 12                              | 16                              | 18                              | 14                              | 11                              |
| Precipitação (mm)                         | 266,7                           | 259,1                           | 264,2                           | 116,8                           | 66                              | 40,6                            | 33                              | 33                              | 25,4                            | 33                              | 121,9                           | 243,8                           | 1 478,3                         |
| Fonte: weatherbase.com 6 de junho de 2010 |                                 |                                 |                                 |                                 |                                 |                                 |                                 |                                 |                                 |                                 |                                 |                                 |                                 |

### Hidrografia e proteção litorânea
A Beira está localizada na foz do rio Púnguè, porém o território citadino é cercado de afluentes e regiões alagadiças, sendo fonte de água doce, pesca e captura de mariscos para a população.
O seu litoral está inserido na proteção litorânea conhecida como baía de Sofala, que forma um enorme complexo com a foz do Púnguè, conhecido como Estuário da Beira.

### Demografia

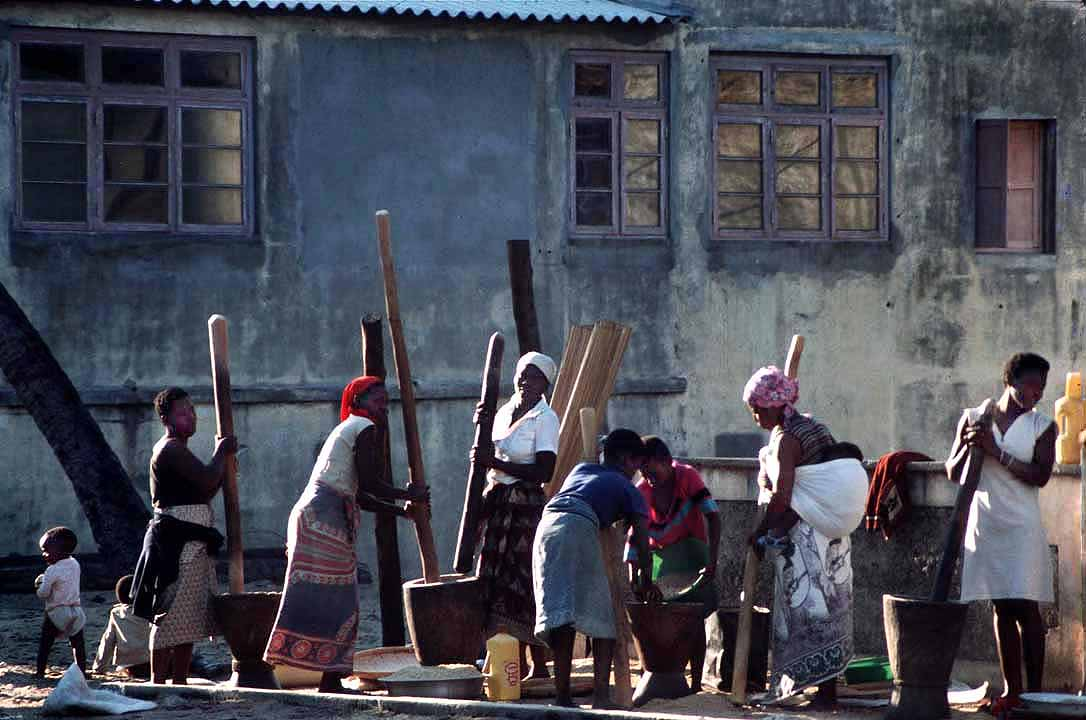
Mulheres beneficiando arroz na Beira

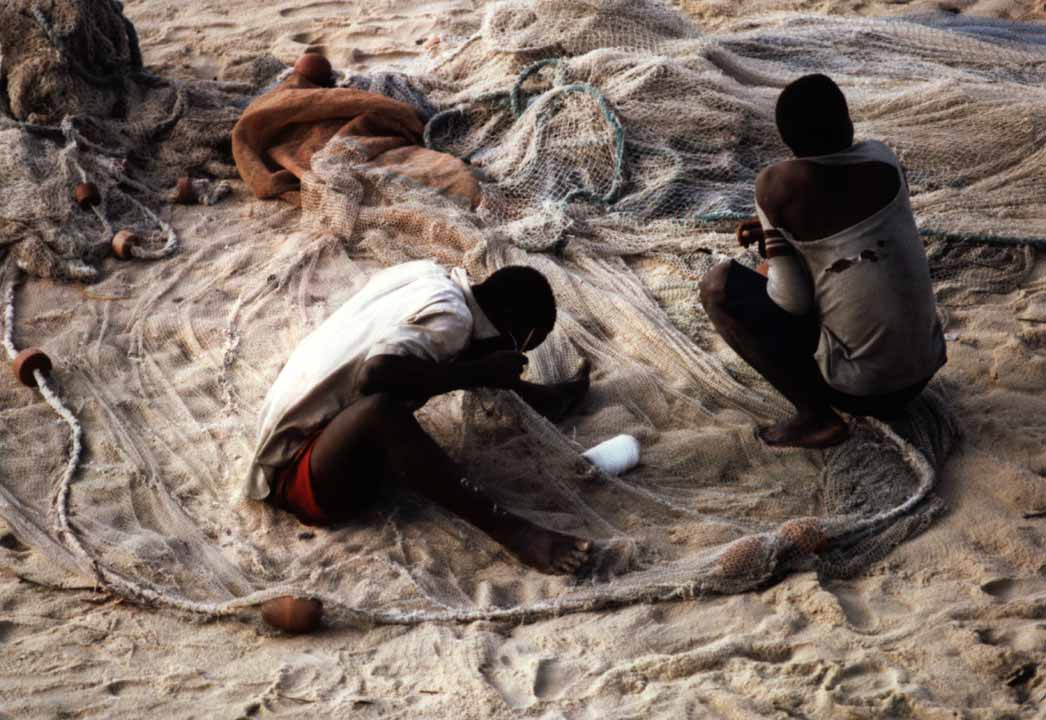
Pescadores consertando rede na Beira

De acordo com o censo de 2007, a Beira possuía uma população total de 431.583 habitantes, sendo 219.624 homens e 211.959 mulheres. Um total de 259.728 habitantes tinha 15 ou mais anos de idade.
| População por faixa etária e sexo | População por faixa etária e sexo | População por faixa etária e sexo | População por faixa etária e sexo |
| Faixa etária                      | Homens                            | Mulheres                          | Total                             |
| --------------------------------- | --------------------------------- | --------------------------------- | --------------------------------- |
| 0                                 | 6.263                             | 6.273                             | 12.536                            |
| 1-4                               | 23.168                            | 23.240                            | 46.408                            |
| 05-09                             | 27.405                            | 27.802                            | 55.207                            |
| 10-14                             | 28.237                            | 29.467                            | 57.704                            |
| 15 - 19                           | 26.365                            | 26.139                            | 52.504                            |
| 20 - 24                           | 26.877                            | 25.386                            | 52.263                            |
| 25 - 29                           | 20.635                            | 18.213                            | 38.848                            |
| 30 - 34                           | 14.300                            | 13.891                            | 28.191                            |
| 35 - 39                           | 10.959                            | 11.024                            | 21.983                            |
| 40 - 44                           | 9.683                             | 8.420                             | 18.103                            |
| 45 - 49                           | 8.133                             | 6.521                             | 14.654                            |
| 50 - 54                           | 6.099                             | 5.160                             | 11.259                            |
| 55 - 59                           | 4.434                             | 3.451                             | 7.885                             |
| 60 - 64                           | 2.917                             | 2.529                             | 5.446                             |
| 65 - 69                           | 1.839                             | 1.660                             | 3.499                             |
| 70 - 74                           | 1.163                             | 1.287                             | 2.450                             |
| 75 - 79                           | 649                               | 811                               | 1.460                             |
| 80 +                              | 498                               | 685                               | 1.183                             |
| Total                             | 219.624                           | 211.959                           | 431.583                           |

A população da cidade da Beira pertence na sua maioria ao grupo bangue, resultante do cruzamento ocorrido entre os machangas, mateues (Ndaus e Shonas) e podzos (Cisena e Nyungues) do vale do Zambeze.

#### Religião
A maioria da população é cristã, havendo também um elevado número de muçulmanos e hindus.
Entre os credos cristãos, existem principalmente templos da Igreja Católica Romana, sob coordenação da Arquidiocese da Beira, sede metropolitana de rito latino, criada em 4 de junho de 1984. Entre os credos protestantes e reformados existe presença significativa de templos da Igreja Reformada em Moçambique, da Igreja Presbiteriana de Moçambique, da Convenção Baptista de Moçambique, da Igreja Universal do Reino de Deus, da Igreja Assembleia de Deus Missão, da Zion Christian Church e da Igreja Adventista do Sétimo Dia. Há também mesquitas muçulmanas.

## Política e administração
O município encontra-se dividido em cinco postos administrativos: Central, Munhava, Inhamízua, Manga-Loforte e Nhangau, que se dividem em 26 bairros no seguinte modo:
| Posto Administrativo | Bairros                                                                            |
| -------------------- | ---------------------------------------------------------------------------------- |
| Central              | Chaimite, Chipangara, Esturro, Matacuane, Macurungo, Macuti, Pioneiros, Ponta-Gêa, |
| Munhava              | Chota, Mananga, Maraza, Munhava-Central, Vaz                                       |
| Inhamízua            | Alto da Manga, Chingussura, Inhamízua, Matadouro, Nhaconjo, Vila Massane           |
| Manga-Loforte        | Manga Mascarenhas, Muave, Mungassa, Ndunda                                         |
| Nhangau              | Nhangau, Nhangoma e Tchonja                                                        |

A partir de 1998 que o município passou a ser governado por um Presidente do Conselho Municipal eleito e desde então foram eleitos os seguintes autarcas:
| Tomada de posse | Presidente do Conselho Municipal | Partido      |
| --------------- | -------------------------------- | ------------ |
| 1998            | Chivavice Muchangage             | Frelimo      |
| 2003            | Daviz Simango                    | Renamo       |
| 2009            | Daviz Simango                    | Independente |
| 2014            | Daviz Simango                    | MDM          |
| 2019            | Daviz Simango                    | MDM          |
| 2021            | Albano Carige                    | MDM          |
| 2024            | Albano Carige                    | MDM          |

### Cidades-irmãs
A Beira mantém geminações com as seguintes localidades:
- Sintra, Portugal (2009)
- Porto, Portugal
- Bristol, Reino Unido (desde 1990)[25]
- Pádua, Itália
- Aracaju, Brasil

No passado, Beira era irmanada com Amsterdão, Holanda (até 2005).

## Economia

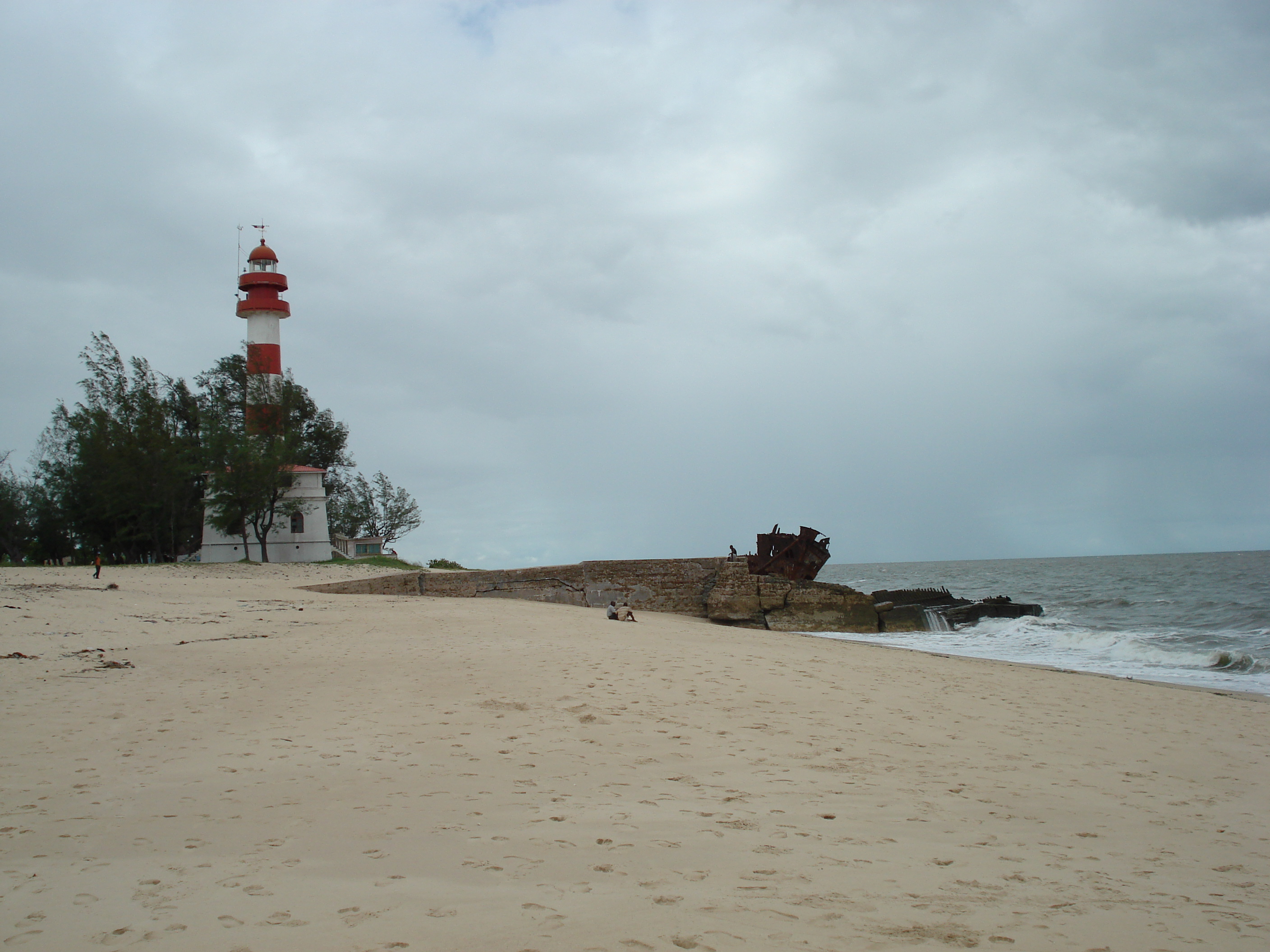
Farol do Rio Macuti, em 2006

A Beira tem uma economia especializada nos serviços de logística, graças ao seu estratégico porto e às linhas férreas que convergem para a cidade, fazendo dela a integrante principal do "Corredor Logístico da Beira".
Indústrias
Graças ao corredor da Beira, a cidade é um dos principais terminais de hidrocarbonetos da Petromoc, fazendo parte da rede de oleodutos que abastece o Zimbabué, também servindo de abastecimento ao Malaui. A cidade também é especializada nos serviços de estalagem e reparos de embarcações.
A cidade da Beira é o segundo maior parque industrial do país logo após a Matola[carece de fontes?].
Comércio e serviços
A cidade vive do comércio e dos serviços logísticos do porto da Beira, que movimenta carga geral (carga solta/não contentorizada), mas também existe um terminal de contentores. Na maré alta, o canal de navegação tem apenas 6,20 - 7,40 m de profundidade. A cidade está na origem de dois corredores de transporte, formadores do Corredor da Beira: o primeiro liga ao Zimbabué, por via rodoviária e ferroviária e facilita o acesso  do interior do continente ao litoral como, por exemplo, de Lusaca, capital da Zâmbia, país sem acesso directo ao mar, e; o segundo corredor liga ao Maláui e Zâmbia, sendo principalmente rodo-ferroviário. Depois de atravessar o rio Zambeze, pela Ponte Dona Ana, a linha ferroviária toma dois sentidos, sendo um ao noroeste rumo a Moatize, para servir as  minas de carvão locais, e outro à norte, para alcançar Blantyre. Pela Beira, saem açúcar, tabaco, milho, algodão, fibra de pita agave, cromo, minério de ferro, cobre e chumbo, carvão.
Já o subsetor turístico vem mostrando certo potencial na Beira, em função do grande património arquitetónico e natural. A cidade ainda não possui infraestrutura adequada para o turismo internacional. São poucos restaurantes e hotéis de padrão turístico e a segurança pública é deficiente em algumas áreas.[carece de fontes?]

## Infraestrutura

### Transportes

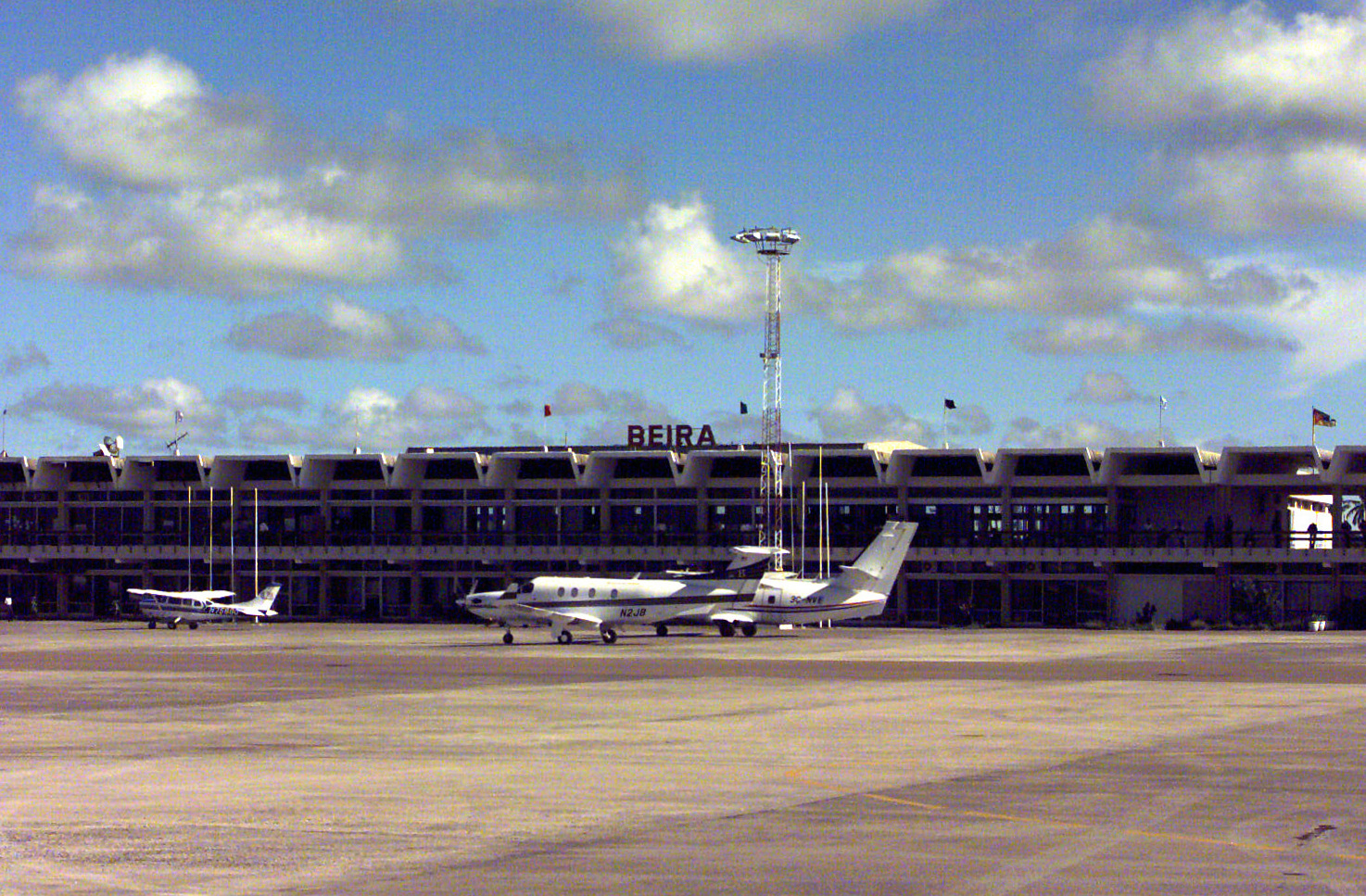
Aeroporto internacional da Beira

Há muito tempo que a Beira é um local importante para o comércio externo do Zimbábue, Maláui e Zâmbia, principalmente devido ao porto da Beira, o segundo maior de Moçambique. A importância do porto ficou demonstrada durante a Guerra Civil Moçambicana, quando as tropas zimbabueanas protegeram a ferrovia e a estrada que ligam Beira a Mutare, a fim de permitir a continuação do comércio. Em abril de 2008, o governo anunciou a sua intenção de modernizar os portos da Beira e Nacala, este último mais ao norte, com um custo estimado de 500 milhões e 400 milhões de dólares, respectivamente. Há também um serviço de batelão que liga a cidade a povoações vizinhas, especialmente o Búzi.
A cidade da Beira é um dos grandes entroncamentos ferroviários da nação, visto que liga duas da mais vitais linhas férreas regionais, sendo o Caminho de Ferro de Sena, especializado no transporte de cargas minerais, e; o Caminho de Ferro de Machipanda (também chamado de Caminho de Ferro Beira-Bulavaio), com transporte diversificado, sendo também importante para passageiros, que segue para o Zimbábue, onde anteriormente tinha bitola de 610 mm (2 pés), mas foi convertido para 1067 mm (3 pés e 6 polegadas) em 1900. As duas linhas ferroviárias confluem para a imponente Estação Ferroviária da Beira.
A estrada que liga a cidade ao Zimbábue é parte de um dos eixos da Rede Rodoviária Transafricana, a Rodovia Transafricana 9 (que em Moçambique toma o nome de Rodovia Nacional 6), ligando a Beira ao porto atlântico do Lobito, Angola. Outra rodovia de ligação é a R1003, que a conecta com a localidade de Savane.
A Beira é servida pelo Aeroporto Internacional da Beira situado a nordeste da cidade, com voos domésticos e internacionais.

### Educação
Na educação superior as suas principais instituições são públicas, onde a maior, em número de oferta de vagas, é a Universidade Zambeze (UniZambeze), com sede na cidade; outra instituição pública com campus na Beira é a Universidade Licungo (UniLicungo). Entre as públicas existe ainda o Instituto Superior de Ciências de Saúde.
A nível do ensino superior privado, a cidade abriga várias faculdades e outros serviços da Universidade Católica de Moçambique (UCM), da Universidade Alberto Chipande (UniAC), da Universidade Jean Piaget de Moçambique (UNIPIAGET-MZ), e também da Universidade Adventista de Moçambique (UAM).
A nível secundário e técnico há algumas instituições de grande tradição e prestígio, tais como a Escola Secundária Samora Machel, a Escola Secundária da Manga e o Instituto Industrial e Comercial da Beira

## Cultura e lazer

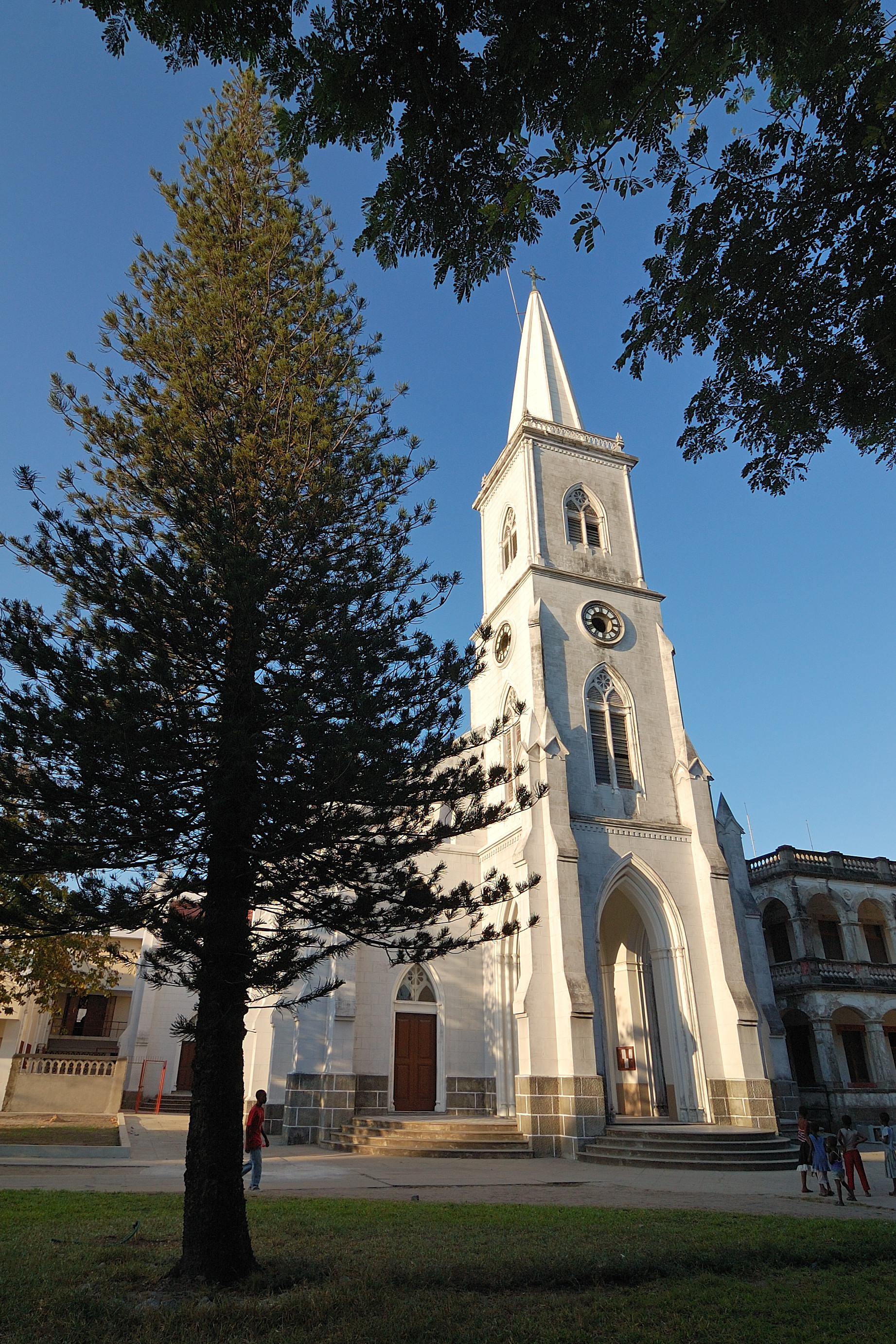
Catedral da Beira, em 2009

A Beira é portadora de um riquíssimo património cultural, histórico, artístico e arquitetónico, sendo uma das mais importantes cidades do país  nesses aspectos, fato que pode ser observado na música, nos edifícios históricos, na culinária, na dança, etc.. Alguns dos patrimónios edificados mais importantes são: Casa dos Bicos, Estação Ferroviária da Beira, Catedral da Beira e o Farol do Rio Macuti.

### Lazer
Entre as áreas de lazer para a população estão a orla marítima, que estende-se desde o Grande Hotel até ao Farol do Rio Macuti, sendo margeada pelas praias da cidade localizam-se entre o Clube Náutico da Beira e o Farol.
A praia de Savane está localizada a 32 km da cidade. A viagem de barco até ao local tem uma duração de entre 5 a 10 minutos, e nela se podem observar variadas espécies de pássaros. Outra praia de referência é a Praia Nova, situada em mar aberto.

#### Reserva Nacional de Marromeu
A Reserva de Marromeu está situada a sul do delta do Zambeze, é uma das mais ricas em biodiversidade na região da África Austral e compreende a reserva e as coutadas oficiais nº. 10, 11, 12 e 14. Sendo uma zona para safári turístico, é possível praticar safári fotográfico, pesca no mar e no rio, e a canoagem no rio Zambeze. Pode-se observar animais como: búfalos, hipopótamos, porcos bravos, aves marinhas e terrestres, e colónias de pelicanos brancos, entre outros animais.

#### Desportos
Beira possui vários clubes e arenas desportivas para lazer. Algumas equipas de futebol disputaram ou disputam o Campeonato Moçambicano de Futebol ou Moçambola. De entre as infraestruturas desportivas está o Estádio do Ferroviário (capacidade 7 000 pessoas) do Clube Ferroviário da Beira e onde o Sporting Clube da Beira, que não possui estádio, também realiza seus jogos. O Estádio do Chiveve com capacidade 8 000 pessoas pertencente ao Grupo Desportivo da Companhia Têxtil do Punguè e o Estádio de Beira (capacidade 8 000 pessoas) do Estrella Beira. Na temporada de 2010 do Moçambola, a competição mais importante de futebol realizada em Moçambique, possui duas equipas da cidade de Beira, o Clube Ferroviário da Beira e o Sporting Clube da Beira, ambos realizando seus jogos no Estádio do Ferroviário.
O único título obtido por uma equipa da cidade no campeonato, disputado desde 1976, foi conquistado pelo Grupo Desportivo da Companhia Têxtil do Punguè em 1981.